# Robert Scholz (Schauspieler, 1886)

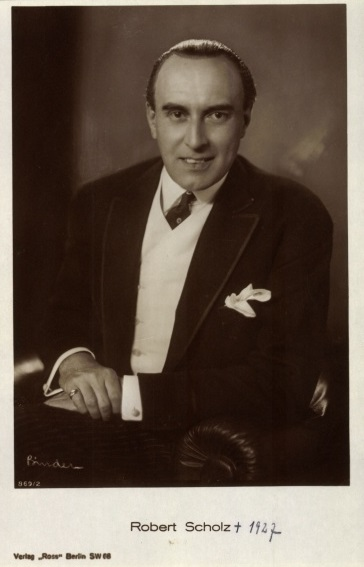
Robert Scholz

Robert Wilhelm Fritz Scholz (* 23. April 1886 in Hamburg; † 10. Oktober 1927 in Berlin) war ein deutscher Schauspieler.

## Leben
Der Sohn des gleichnamigen Schauspielers stand zunächst auf verschiedenen deutschen Provinzbühnen und kam später nach Berlin. In den 20er Jahren war er einer der meistbeschäftigten Nebendarsteller des deutschen Stummfilms. Bis zu seinem Tod im Alter von 41 Jahren agierte er weiterhin an Berliner Theatern, zuletzt am Central-Theater. Sein letzter Film war Jugendrausch als Partner von Camilla Horn.
Scholz wurde hauptsächlich als Bonvivant eingesetzt, da er es „verstand, wie wenige deutsche Schauspieler, Kleider zu tragen und gab alles in allem die Silhouette des Weltmannes up to date“. (Nachruf im Bühnenjahrbuch, Band 1929). Er starb 1927 im Krankenhaus Friedrichshain.

## Filmografie
- 1918: Der falsche Schein
- 1919: Die Fahrt ins Blaue
- 1919: Miss Sarah Sampson
- 1920: Der Fluch der Menschheit
- 1920: Der Tanz auf dem Vulkan  (2 Teile)
- 1920: Der weiße Pfau
- 1920: Die Autofahrt unter der Erde
- 1920: Sträflingsketten
- 1920: Hotel Atlantik
- 1920: Das Blut der Ahnen
- 1920: Manolescus Memoiren
- 1920: Das Geheimnis des Fakirs
- 1920: Staatsanwalt Briands Abenteuer (2 Teile)
- 1920: Der Fluch der Menschheit
- 1920: Die Frau im Himmel
- 1920/21: Die Jagd nach dem Tode (4 Teile)
- 1921: Das Attentat
- 1921: Das begrabene Ich
- 1921: Das Verbrechen von Houndsditch
- 1921: Söhne der Nacht (2 Teile)
- 1921: Das Mädchen, das wartet
- 1921: Das Experiment des Prof. Mithrany
- 1921: Um den Sohn
- 1921: Danton
- 1921: Die Macht des Blutes
- 1921: Die Geliebte des Grafen Varenne
- 1921: Die Macht des Blutes (4 Teile)
- 1921: Symphonie des Todes
- 1922: Lola Montez, die Tänzerin des Königs
- 1922: Bigamie
- 1922: Ihre Hoheit die Tänzerin
- 1922: Der blinde Passagier
- 1922: Yvette, die Modeprinzessin
- 1922: Sie und die Drei
- 1922: Bummellotte
- 1922: Die fünf Frankfurter
- 1922: Bardame
- 1922: Gelbstern
- 1922: Brudermord
- 1922: Firnenrausch
- 1922: Frauen, die die Ehe brechen
- 1922: Lola Montez, die Tänzerin des Königs
- 1921–22: Fridericus Rex
- 1923: Quarantäne
- 1923: Das Milliardensouper
- 1923: Das alte Gesetz
- 1923: Fröken Fob
- 1923: Die fünfte Straße
- 1924: Die Finanzen des Großherzogs
- 1924: Ist das Leben nicht wunderschön? (Isn’t Life Wonderful?)
- 1924: Königsliebchen
- 1924: Mister Radio
- 1924: Das Mädel von Capri
- 1924: Um eines Weibes Ehre
- 1924: Menschen im Nebel
- 1924: Zalamort
- 1925: Tragödie
- 1925: Die Ratte von Paris (The Rat)
- 1925: Die Prinzessin und der Geiger
- 1925: Um Recht und Ehre
- 1925: Die Insel der Träume
- 1925: Höhenfieber
- 1926: Die Flucht in die Nacht
- 1926: Spitzen
- 1926: Zopf und Schwert
- 1926: Der Prinz und die Tänzerin
- 1926: Rosen aus dem Süden
- 1927: Der Millionenraub im Riviera-Expreß
- 1927: Der falsche Prinz
- 1927: Die Welt ohne Waffen
- 1927: Liebelei
- 1927: Das Frauenhaus von Rio
- 1927: Der Bettler vom Kölner Dom
- 1927: Pique Dame
- 1927: Kopf hoch, Charly!
- 1927: Das edle Blut
- 1927: Wenn der junge Wein blüht
- 1927: Die Liebe der Jeanne Ney
- 1927: Schenk mir das Leben
- 1927: Jahrmarkt des Lebens
- 1927: Jugendrausch